# Angelo Marsiano
Angelo Marsiano (Niscemi, 19 febbraio 1926 – Niscemi, 20 giugno 1993) è stato uno storico e saggista italiano.

## Biografia
Nacque a Niscemi in una famiglia di artigiani locali. Il padre, infatti, era uno scalpellino, mentre la madre era una sarta.
Studiò per un breve periodo arte presso la città di Caltagirone, ma poi s'iscrisse al Liceo Classico di Niscemi, dove, nel 1945, ottenne la maturità classica. Successivamente studiò Lettere presso l'Università degli Studi di Catania, senza però conseguirne il titolo. Si sposò nel 1956 all'età di trenta anni.
Fu militante del Partito Socialista Italiano e fu più volte eletto consigliere comunale di Niscemi, in particolare tra gli anni cinquanta e sessanta. Ricoprì anche la carica di assessore. Fu coordinatore amministrativo di una locale scuola media inferiore e si occupò di cultura per gran parte della sua vita.
Negli anni ottanta costituì il Centro di Promozione Culturale della sua città, di cui ne fu anche direttore. In questo contesto promosse manifestazioni culturali dedicate al locale poeta Mario Gori e altre iniziative di carattere culturale. Nel 1990 divenne presidente della locale sezione dell'Archeoclub d'Italia.
Dopo aver compiuto circa 50 anni decise di approfondire gli studi della storia locale dedicandosi alla meticolosa raccolta di documenti storici cartacei, pubblicando poi una serie di volumi sulla storia di Niscemi a partire dalle sue origini geologiche.
Nel 1987 pubblicò Niscemi tra le due guerre mondiali, in cui l'autore presenta una ricostruzione storica di Niscemi dal 1914 all'inizio degli anni sessanta. Nel libro trovano anche spazio tematiche sociali come le lotte contadine per la conquista delle terre, l'occupazione della mano d'opera e la fondazione delle prime società cooperative. Lo stesso anno ricevette il premio della Cultura della Presidenza del Consiglio dei Ministri dalla Direzione Generale delle Informazioni, dell'editoria e della proprietà letteraria, artistica e scientifica.
Il testo più noto è Geografia Antropica edito dalla Lussografica e pubblicato postumo nel 1995, in cui sono descritti approfonditamente l'aspetto storico, la tipologia urbanistica civile e religiosa e il profilo culturale della città di Niscemi.
Morì nella natale Niscemi, nel 1993, all'età di 67 anni.

## Opere
- Maria SS. Del Bosco di Niscemi e il ritrovamento del quadro. Lussografica, Caltanissetta, 1982
- Niscemi - Geografia Fisica, Epos, Palermo, 1982
- Niscemi nel Risorgimento e l'azione di Tommaso Masaracchio, Epos, Palermo, 1982
- Gli usi civici e i boschi del comune di Niscemi, Epos, Palermo, 1984, vol. l e II
- La popolazione di Niscemi dal XVII al XX secolo, Ediprint, Siracusa, 1987
- Canti popolari niscemesi, Lussografica, Caltanissetta, 1988
- Niscemi tra le due guerre mondiali, Lussografica, Caltanissetta, 1991, voll. I e II
- Geografia antropica, Lussografica, Caltanissetta, 1995

## Riconoscimenti
- 1987: Premio della Cultura della Presidenza del Consiglio dei Ministri.